# She Used to Be Mine (Sara Bareilles)
She Used to Be Mine è un singolo della cantante statunitense Sara Bareilles, pubblicato nel 2015 ed estratto dall'album What's Inside: Songs from Waitress. 
Il brano è stato originariamente scritto per il musical Waitress (2015), basato sul film Waitress - Ricette d'amore (2007).

## Tracce
- Download digitale

1. She Used to Be Mine – 4:10